# روث ليسينج
روث ليسينج (بالإنجليزية: Ruth Lessing)‏ هي لاعب كرة قاعدة أمريكية، ولدت في 15 أغسطس 1925 في سان أنطونيو في الولايات المتحدة، وتوفي بنفس المكان في 29 أكتوبر 2000 بسبب سرطان.